# Céronne
Die Céronne ist ein kleiner Fluss in Frankreich, der im Département Corrèze in der Region Nouvelle-Aquitaine verläuft. Sie entspringt im Gemeindegebiet von Seilhac, entwässert generell Richtung Süden, und mündet nach insgesamt rund 15 Kilometern im Gemeindegebiet von Tulle als rechter Nebenfluss in die Corrèze. In ihrem Mittellauf quert die Céronne die Autobahn A 89. Der Fluss verläuft im Unterlauf weitgehend an der aufgelassenen Bahnstrecke Chemin de fer du PO-Corrèze, von der noch eine Vielzahl von Kunstbauten, wie Tunnels und Viadukte, erhalten sind. In seinem Mündungsabschnitt verläuft die Céronne in einem Industriegebiet, wo sie auf etwa 500 Metern Länge unterirdisch geführt wird. Hier befand sich auch die ehemalige Waffenfabrik Manufacture nationale d’armes de Tulle, die aber auch heute noch unter anderem Namen vor Ort  Waffenbestandteile produziert.

## Orte am Fluss
(Reihenfolge in Fließrichtung)
- La Meynardie, Gemeinde Seilhac
- Céron, Gemeinde Naves
- La Gare, Gemeinde Naves
- Peyrelevade, Gemeinde Naves
- Les Cabanes de Chaunac, Gemeinde Naves
- Cerice, Gemeinde Tulle
- Souilhac, Gemeinde Tulle